# Cantó d'Albens
El cantó d'Albens és un cantó francès del departament de la Savoia, situat al districte de Chambéry. Té 8 municipis i el cap és Albens.

## Municipis
- Albens
- La Biolle
- Cessens
- Épersy
- Mognard
- Saint-Germain-la-Chambotte
- Saint-Girod
- Saint-Ours

## Història
| Data d'elecció                            | Identitat     | Partit          | Qualitat                                                              |
| ----------------------------------------- | ------------- | --------------- | --------------------------------------------------------------------- |
| Les dades anteriors no són pas conegudes. |               |                 |                                                                       |
| 1951-1970                                 | Léon Philippe | RI              |                                                                       |
| 1970-1976                                 | M. Mathieu    | DVD             | Alcalde de Saint-Ours                                                 |
| 1976-en curs                              | Claude Giroud | UDF després UMP | Alcalde d'Albens des de 1971 Primer vicepresident del Consell General |

## Demografia
| 1882                                            | 1926 | 1962 | 1968 | 1975 | 1982  | 1990  | 1999  | 2008  |
| ?                                               | ?    | ?    | ?    | ?    | 4.791 | 5.661 | 6.512 | 7.961 |
| ----------------------------------------------- | ---- | ---- | ---- | ---- | ----- | ----- | ----- | ----- |
| A partir de 1990: Població sense dobles comptes |      |      |      |      |       |       |       |       |